# Jane Green (scrittrice)
Jane Green (Londra, 1968) è una scrittrice e giornalista inglese.

## Biografia
Jane Green è nata a Londra nel 1968. Ha studiato in Galles presso Aberrystrwyth University. Una volta laureata ha intrapreso la carriera di giornalista scrivendo articoli per numerose testate giornalistiche come “The Daily Express” e “Cosmopolitan magazine”. Nel 1996 ha iniziato il suo primo libro concluso in 7 mesi, intitolato Straight Talking”. Questo libro le fece guadagnare l’appellativo di “Regina del Chick lit”. Jane Green può essere infatti considerata una delle autrici fondatrici di questo genere letterario. Oltre a scrivere numerosi romanzi ha lavorato presso l’ABC News. Tra i suoi servizi c’è stato il matrimonio reale di Kate Middleton con il principe William d’Inghilterra. Ha condotto un suo programma radiofonico su BBC Radio London. Ha partecipato a vari show televisivi come “Good Moarning America” e “The today Show”. Inoltre Jane Green si è diplomata presso l’“International Culinary Institute” di New York. 

### Vita privata
Attualmente abita a Westport (Connecticut) con il suo secondo marito Ian Warburg, sposato nel 2009. Il suo primo matrimonio è stato con David Burke. Jane Green ha sei bambini: quattro dal primo matrimonio e due figliastri.

## Opere
- Non tutti gli uomini preferiscono le altre. (org.: straight Talkin, 1997)
- Hai scelto, Libby? 1999 (org.:Mr Maybe, 1999)
- Jemina J. Un amore nella rete, 2000 (org.: Jemima J: A Novel About Ugly Ducklings and Swans, 2000)
- Voltiamo pagina, 2000 (org.: Bookends, 2000)
- Il momento giusto, 2003 (orig.: Babyville: A Novel, 2003)
- Anno nuovo, uomo nuovo, 2003 (org.: Spellbound [UK] / To Have and to Hold [US])
- Una di troppo, 2005 (org.: The Other Woman: A Novel, 2005)
- Una vita in prestito 2008, (org.: Life Swap, 2005)
- This Christmas (2005)
- Second Chance (2007)
- The Beach House (2008)
- Girl Friday [UK] / Dune Road [US] (2009)
- The Love Verb [UK] / Promises to Keep [US] (2010)
- The Patchwork Marriage [UK] / Another Piece of my Heart [US] (2012)
- The Accidental Husband [UK] / Family Pictures [US] (2013)
- Tempting Fate (2014)
- Saving Grace (2015)
- Cat and Jemima J (novella) (2015)
- Summer Secrets (2015)
- Falling: A Love Story (2016)
- Good Taste [a food & entertaining/nonfiction book] (2016)
- The Sunshine Sisters (2017)
- The Friends We Keep (2019)